# Войвож (приток Берёзовки)
Во́йвож (Вой-Вож) — река в России, течёт по территории южной части Приуральского сельского поселения муниципального района «Печора» на востоке Республики Коми. Устье реки находится в 24 км по правому берегу реки Берёзовка.
Название Войвож состоит из двух компонентов: вой — «ночь; север; северный» и вож — «приток; развилина».
Длина реки составляет 13 км, площадь водосборного бассейна — 38,55 км².
Исток берёт в болоте Березовка-Нюр на высоте 200 м над уровнем моря. Преобладающим направлением течения до низовий является запад, потом — юго-запад. Течёт по болотистой лесной местности. Впадает в Берёзовку с правой стороны на высоте 120 м над уровнем моря.

## Данные водного реестра
По данным государственного водного реестра России относится к Двинско-Печорскому бассейновому округу, водохозяйственный участок реки — Печора от водомерного поста у посёлка Шердино до впадения реки Уса, речной подбассейн реки — бассейны притоков Печоры до впадения Усы. Речной бассейн реки — Печора.
Код объекта в государственном водном реестре — 03050100212103000063115.